# RS14

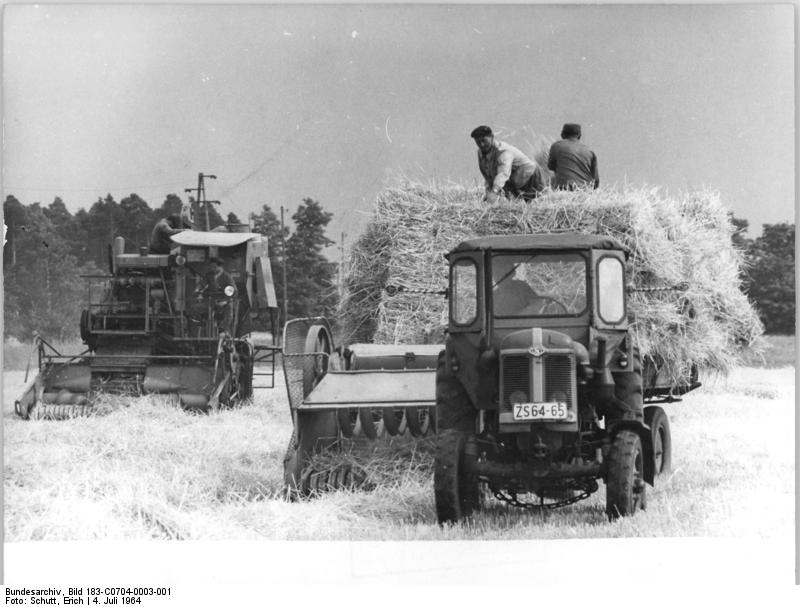
Getreideernte (1964): Noch während der Mähdrescher „Patriot“ auf dem Feld ist, zieht der „Famulus“ eine Ballenpresse und Anhänger zur Aufnahme des Strohs.

Die Traktorenreihe RS14 mit dem Markennamen Famulus, in manchen Regionen auch scherzhaft „Pflaumenmus“ genannt, wurde als Nachfolger der Baureihe RS04 von 1956 bis 1965 im VEB Schlepperwerk Nordhausen in der DDR gebaut. Am Anfang wurden diese Traktoren noch unter dem Namen „Favorit“ vertrieben, doch nach Rechtsstreitigkeiten über diesen Namen bekamen die Traktoren 1958 den Beinamen „Famulus“.

## Chronologie
Es gab den RS14 in verschiedenen Grundausführungen, wobei sich im Namen die PS-Zahl wiederfindet:
- Famulus 30: RS14/30L luftgekühlt und RS14/30W wassergekühlt (22 kW)
- Famulus 36: RS14/36L luftgekühlt und RS14/36W wassergekühlt (26 kW)
- Famulus 46: RS14/46W nur wassergekühlt (34 kW, auch als Allrad)
- Famulus 40: RS14/40W nur wassergekühlt (29 kW, auch als Allrad)

Ab 1964 erfolgte eine Überarbeitung der Traktorreihe. Die Neuerungen waren unter anderem ein Überrollbügel zum Schutz des Fahrers und eine Luftdruckanlage zum Mitführen von bis zu zwei luftgebremsten Anhängern. Auf eine Lenkbremse wurde verzichtet. Ab 1964 gab es nurmehr diese Traktoren, RT steht hier für Radtraktor:
- Famulus 36: RT315 luftgekühlt, 24 kW
- Famulus 40: RT325 wassergekühlt, 29 kW

## Prototypen
Der Prototyp RS14/50 wurde erprobt, aber nie in Serie gebaut. Er war mit einem 29 kW leistenden Vierzylindermotor des Typs 4 NVD 12,5 - SRL ausgestattet.
Etwas stärker motorisiert war der Famulus 60 mit der Typenbezeichnung RT330. Seine Entwicklung begann 1963 und erfolgte unter hohem Zeit- und Erfolgsdruck. Zum einen wurden zunehmend leistungsstärkere Traktoren nachgefragt und die Staatsführung wollte diesen Bedarf unbedingt mit einheimischen Modellen decken. Zum anderen zeichnete sich ein Umbau der DDR-Fahrzeugindustrie ab. Das Werk Nordhausen sollte dabei die Schlepperfertigung an das Werk in Schönebeck abtreten und lediglich nur noch Motoren bauen. In Nordhausen hoffte man durch einen Erfolg bei der Entwicklung des Famulus 60 darauf die Schlepperfertigung auch zukünftig fortführen zu können.
So entstand bis 1964 in mehreren Schritten eine Nullserie mit wassergekühltem 3-Zylinder-Dieselmotor und einer Leistung von 60 PS. Tests im Institut für Landtechnik deckten allerdings wesentliche Probleme auf, wie beispielsweise Zahnradbrüche beim überforderten Getriebe. Eine Nachbesserung wäre möglich gewesen, allerdings fehlte hierfür die Zeit. Der Ministerratsbeschluss im Mai 1964 gab dem Werk in Schönebeck den Vorzug und damit war das Ende der Schlepperfertigung in Nordhausen besiegelt. Vom Famulus 60 sollen bis zu diesem Zeitpunkt 20 Funktionsmuster in unterschiedlicher Ausstattung gebaut worden sein.

## Technik
Alle Traktoren sind in rahmenloser Blockbauweise ausgeführt. Die Vorder- und Hinterachse sind Starrachsen. Die Vorderachse ist eine Pendelachse. Es wurden Fünfganggetriebe mit Rückwärtsgang und Gruppenschaltung verbaut, somit gibt es zehn Vor- und zwei Rückwärtsgänge. Die Schlepper haben eine Rück- und Frontzapfwelle. Zwischen Getriebe und Motor wird die Kraft über eine Einscheibentrockenkupplung übertragen. Die Famulus-Reihen 30, 36, 46 und 40 verfügten über luftgekühlte oder wassergekühlte Zweizylindermotoren (22 bis 34 kW), die Famulus-60-Reihe bereits über wassergekühlte 3-Zylinder-Dieselmotoren. Verbaut wurden die Motoren der Baureihe EM 2-15, 2 KVD 14,5 SRL und 2 bzw. 3 KVD 14,5 SRW. Als Bremse dient eine Innenbackenbremse. Alle Traktoren verfügen über einen Dreipunkt-Kraftheber.
Für Famulusschlepper konnte eine ganze Reihe Sonderzubehör bestellt werden, unter anderem eine Reifenfüllpumpe, ein Wetterdach, verschiedene Mähbalken, geänderte Anhängevorrichtungen, Hitchhaken, Radgewichte, Gitterräder, Riemenscheibenantrieb und eine weitergeführte Frontzapfwelle.
Auf Grund der Notwendigkeit eines leistungsfähigeren Radschleppers wurde die Drehzahl des Motors von 1650/min beim RS14/36W auf 2000/min beim RS14/46 erhöht. Der Motor des RS14/46 war damit thermisch überlastet, was die Standzeit erheblich reduzierte. Deshalb wurde die Motordrehzahl des RS14/46W bei planmäßigen Wartungen und die des Nachfolgers, des RS14/40W, auf 1800/min gesenkt, wodurch sich die Haltbarkeit des Motors wieder deutlich erhöhte. Die Baujahre des Modells RS14/40W sind daher später als die des RS14/46W. Obwohl die luftgekühlten Motoren oft schon nach 1000 Stunden eine Generalüberholung benötigen, haben mehr luftgekühlte RS14 die Zeit überdauert als wassergekühlte. Die wassergekühlten Motoren sind wesentlich haltbarer, obwohl es relativ oft zu Defekten der Zylinderkopfdichtung kommt.

## Technische Daten (ab 1964)
|                             | RT315                                                                | RT325                                                                | RT330                                                                |
| --------------------------- | -------------------------------------------------------------------- | -------------------------------------------------------------------- | -------------------------------------------------------------------- |
| Bauzeit                     | 1964–1965                                                            | 1964–1965                                                            | 1964                                                                 |
| Motor                       | 2 KVD 14,5 SRL                                                       | 2 KVD 14,5 SRW                                                       | 3 KVD 14,5 SRW                                                       |
| Motorbauart                 | Zweizylinderreihenmotor                                              | Zweizylinderreihenmotor                                              | Dreizylinderreihenmotor                                              |
| Motortyp                    | Viertaktvorkammerdieselmotor                                         | Viertaktwirbelkammerdieselmotor                                      | Viertaktwirbelkammerdieselmotor                                      |
| Bohrung × Hub, Hubraum      | 120 × 145 mm, 3280 cm³                                               | 120 × 145 mm, 3280 cm³                                               | 120 × 145 mm, 4920 cm³                                               |
| Leistung bei min−1          | 24 kW bei 1600                                                       | 29 kW bei 1800                                                       | 44 kW bei 1800                                                       |
| Drehmoment bei Nenndrehzahl | 145 Nm bei 1600                                                      | 156 Nm bei 1800                                                      | 234 Nm bei 1800                                                      |
| Getriebe, serienmäßig       | 2-Gruppen-Schaltgetriebe mit 10 Vorwärtsgängen und 2 Rückwärtsgängen | 2-Gruppen-Schaltgetriebe mit 10 Vorwärtsgängen und 2 Rückwärtsgängen | 2-Gruppen-Schaltgetriebe mit 10 Vorwärtsgängen und 2 Rückwärtsgängen |
| Antrieb, serienmäßig        | Hinterradantrieb                                                     | Hinterradantrieb                                                     | Allradantrieb                                                        |
| Antrieb, optional           | –                                                                    | Allradantrieb                                                        | –                                                                    |
| Höchstgeschwindigkeit, km/h | 29                                                                   | 29                                                                   | 29                                                                   |
| Richtpreis (1964)           | 17.388 M                                                             | 18.000 M                                                             | 20.000 M                                                             |
| Stückzahl                   | 1569                                                                 | 4569                                                                 | 20                                                                   |

## Verbleib
Auf Grund der für damalige Verhältnisse relativ hohen Übersetzung auf bis zu knapp 30 km/h Endgeschwindigkeit sind diese Traktoren bis heute beliebt und befinden sich noch oftmals im privaten Einsatz, was sicherlich auch an der einfachen und robusten Technik liegt. Dadurch sind auch, verglichen mit anderen Marken, noch relativ viele Ersatzteile verfügbar.

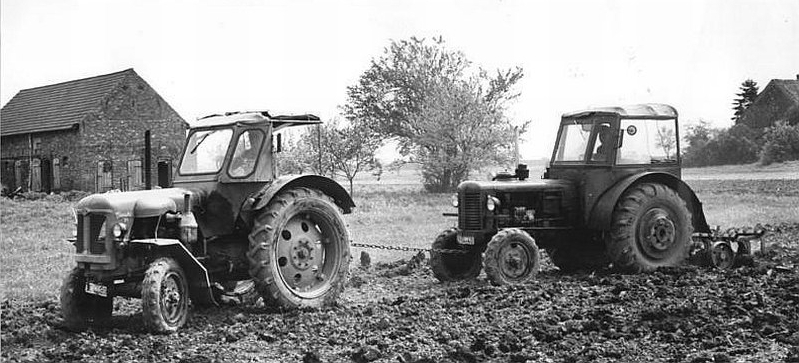
Luftgekühlter RS14/36L (links)
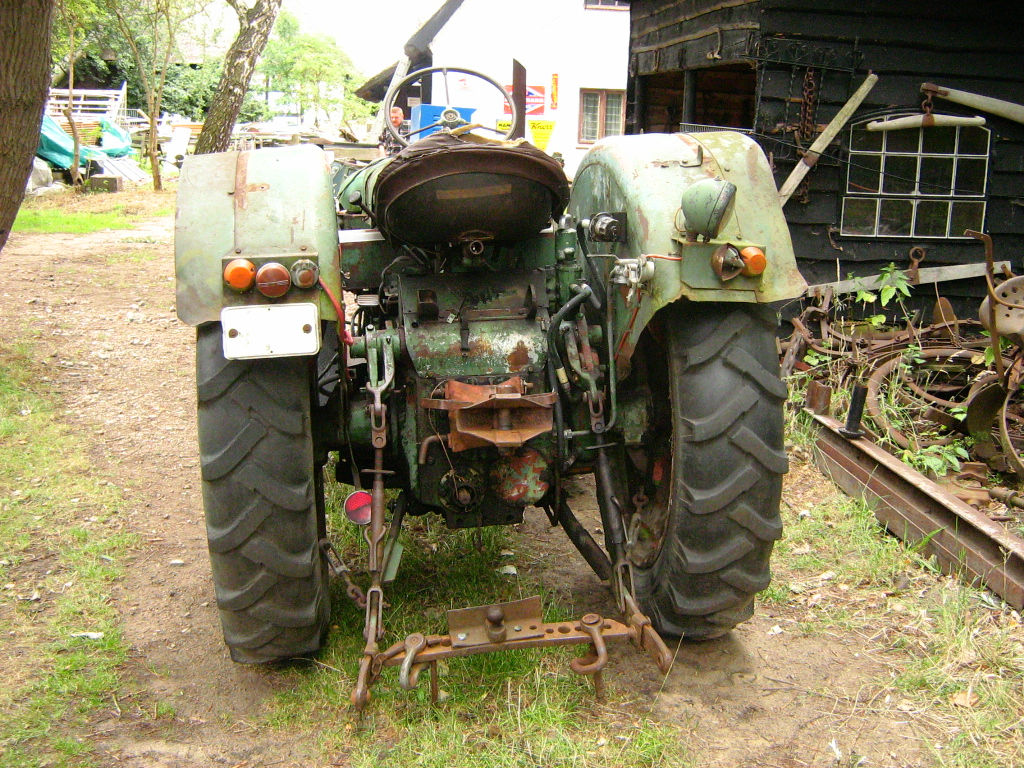
Blick auf die Hydraulik eines RS14/36L
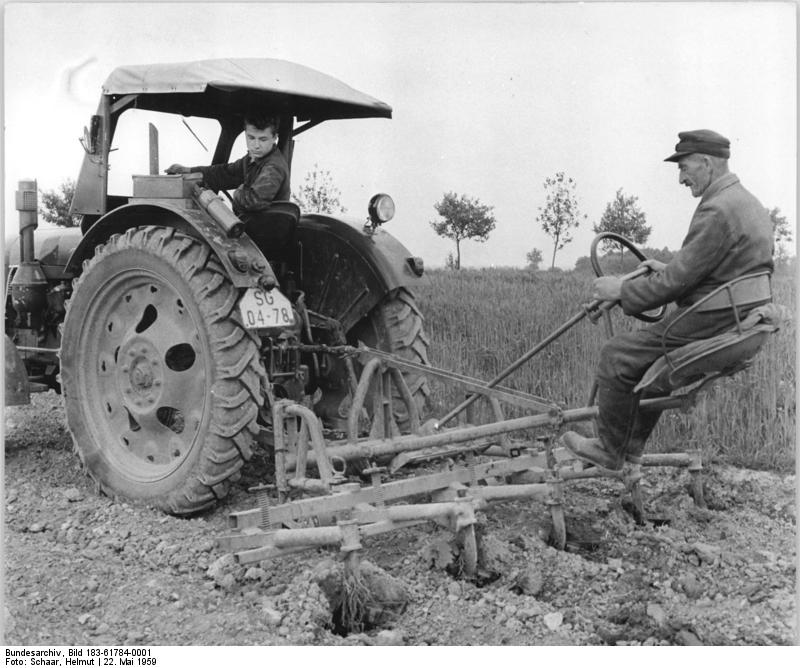
Wetterdach der frühen Produktionsjahre
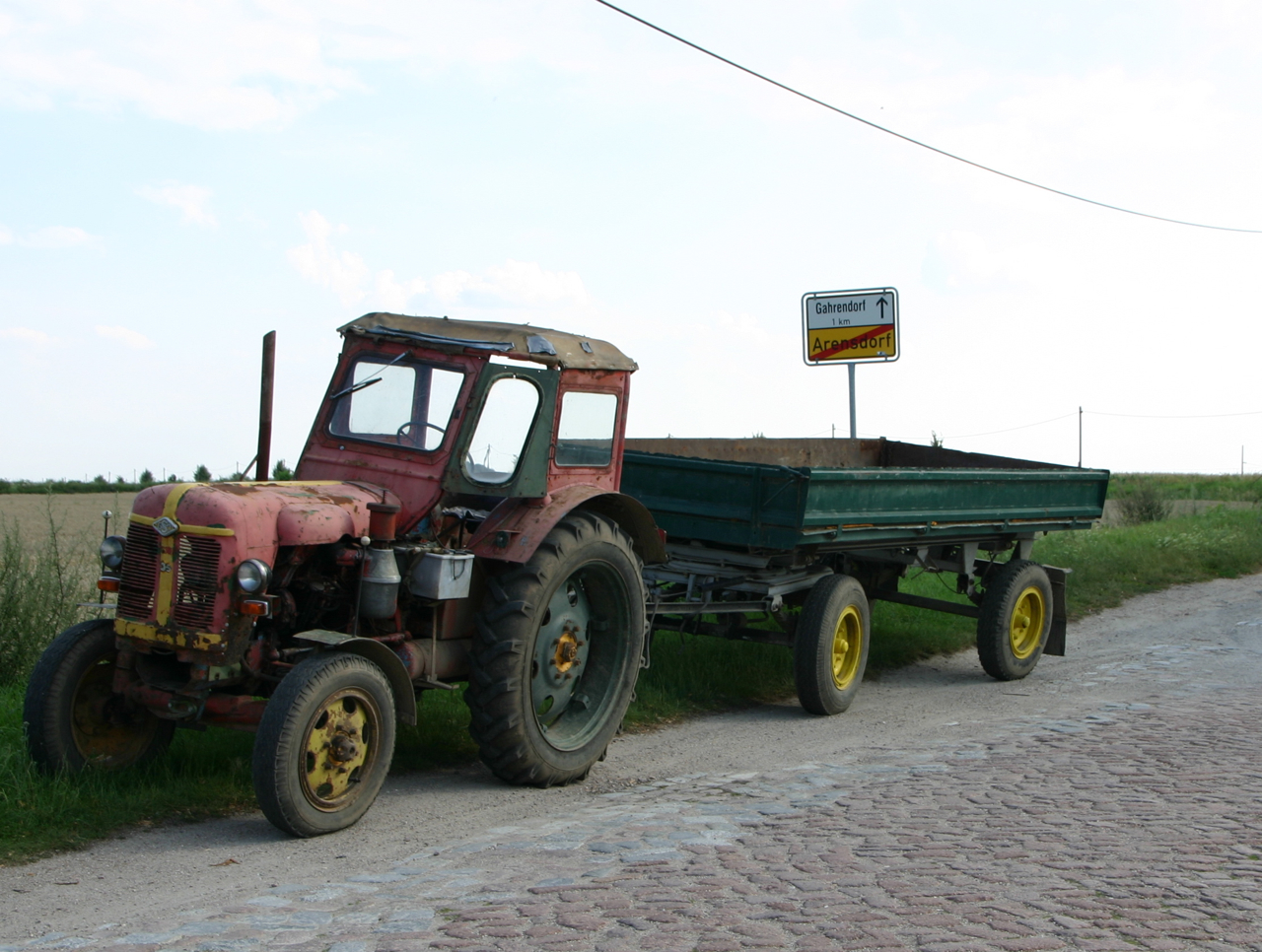
Sturzsicheres Wetterdach der späteren Produktionsjahre
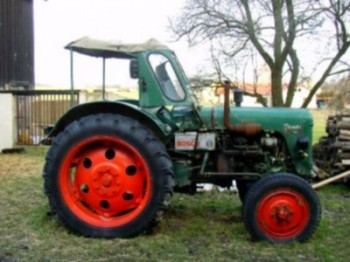
Seitenansicht mit ursprünglicher Batterieanordnung
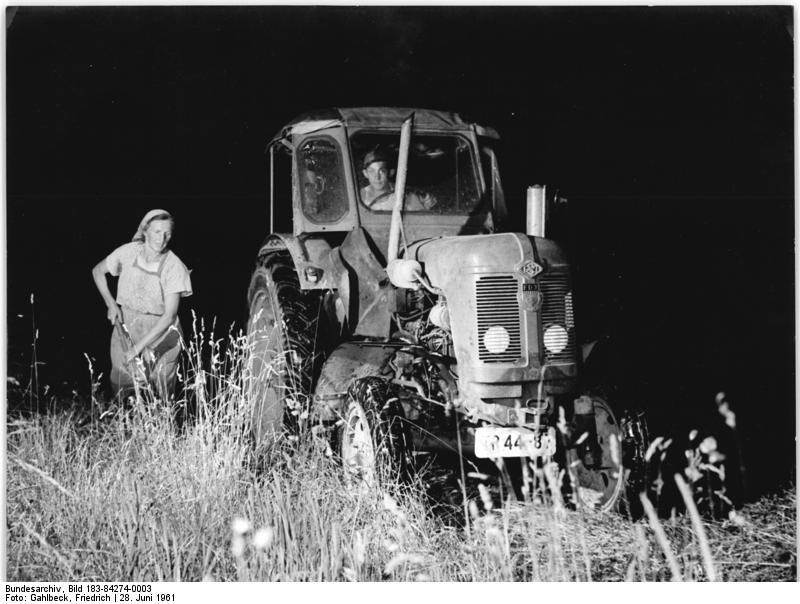
RS14 bei der Nachtarbeit